# Tênis nos Jogos Pan-Americanos de 2023 - Duplas masculinas
O torneio de duplas masculinas do tênis nos Jogos Pan-Americanos de 2023 foi disputado entre 24 e 28 de outubro de 2023 no Centro Esportivo de Tênis, em Ñuñoa. Um total de 24 tenistas de 12 Comitês Olímpicos Nacionais (CON) participaram do evento.

## Calendário
Horário local (UTC−3).
| Data          | Hora  | Fase                |
| ------------- | ----- | ------------------- |
| 24 de outubro | 15:00 | Oitavas de final    |
| 25 de outubro | 11:00 | Oitavas de final    |
| 26 de outubro | 12:00 | Quartas de final    |
| 27 de outubro | 18:00 | Semifinais          |
| 28 de outubro | 17:30 | Disputa pelo bronze |
| 28 de outubro | 18:30 | Final               |

## Medalhistas
| Ouro   | BRA Gustavo Heide e Marcelo Demoliner     |
| Prata  | CHI Tomás Barrios Vera e Alejandro Tabilo |
| Bronze | DOM Nick Hardt e Roberto Cid Subervi      |

## Cabeças de chave
As duplas cabeças de chave avançaram diretamente às quartas de final.
1. BRA Gustavo Heide / Marcelo Demoliner (campeões, medalha de ouro)
2. COL Nicolás Mejía / Nicolás Barrientos (quartas)
3. PER Conner Huertas del Pino / Gonzalo Bueno (quartas)
4. DOM Nick Hardt / Roberto Cid Subervi (semifinal, medalha de bronze)

## Resultados
A competição foi realizada ao longo de cinco dias até a definição dos medalhistas:

### Legenda
| - Q = Qualifier - WC = Wild Card (convidado/a) - LL = Lucky Loser | - Alt = Alternate - SE = Special Exempt - PR = Protected Ranking (ranking protegido) | - w/o ou w.o. = Walkover (não compareceu) - r ou ab. = Retired (abandonou) - d = Defaulted (desclassificado) |

| Oitavas de final | Oitavas de final                   | Oitavas de final | Oitavas de final | Oitavas de final |  |   | Quartas de final                   | Quartas de final                | Quartas de final | Quartas de final | Quartas de final |  |  | Semifinal | Semifinal                       | Semifinal | Semifinal | Semifinal |  |                     | Final                         | Final                           | Final               | Final               | Final |
|                  |                                    |                  |                  |                  |  |   |                                    |                                 |                  |                  |                  |  |  |           |                                 |           |           |           |  |                     |                               |                                 |                     |                     |       |
| 1                | BRA G Heide BRA M Demoliner        |                  |                  |                  |  |   |                                    |                                 |                  |                  |                  |  |  |           |                                 |           |           |           |  |                     |                               |                                 |                     |                     |       |
|                  | Bye                                |                  |                  |                  |  |   | 1                                  | BRA G Heide BRA M Demoliner     | 6                | 6                |                  |  |  |           |                                 |           |           |           |  |                     |                               |                                 |                     |                     |       |
|                  | JAM B Bicknell JAM R Phillips      | 6                | 6                |                  |  |   | JAM B Bicknell JAM R Phillips      | 2                               | 3                |                  |                  |  |  |           |                                 |           |           |           |  |                     |                               |                                 |                     |                     |       |
|                  | USA E Zhu USA O Kumar              | 4                | 3                |                  |  |   |                                    |                                 |                  |                  |                  |  |  | 1         | BRA G Heide BRA M Demoliner     | 7         | 6         |           |  |                     |                               |                                 |                     |                     |       |
| 4                | DOM N Hardt DOM R Cid Subervi      |                  |                  |                  |  |   |                                    |                                 |                  |                  |                  |  |  | 4         | DOM N Hardt DOM R Cid Subervi   | 64        | 3         |           |  |                     |                               |                                 |                     |                     |       |
|                  | Bye                                |                  |                  |                  |  |   | 4                                  | DOM N Hardt DOM R Cid Subervi   | 5                | 6                | [10]             |  |  |           |                                 |           |           |           |  |                     |                               |                                 |                     |                     |       |
|                  | PAR D Vallejo PAR M Vergara        | 6                | 5                | [10]             |  |   | PAR D Vallejo PAR M Vergara        | 7                               | 4                | [8]              |                  |  |  |           |                                 |           |           |           |  |                     |                               |                                 |                     |                     |       |
|                  | ARG F Díaz Acosta ARG F Bagnis     | 4                | 7                | [3]              |  |   |                                    |                                 |                  |                  |                  |  |  |           |                                 |           |           |           |  |                     | 1                             | BRA G Heide BRA M Demoliner     | 6                   | 2                   | [10]  |
|                  | VEN B Pérez VEN R Rodríguez        | 3                | 7                | [3]              |  |   |                                    |                                 |                  |                  |                  |  |  |           |                                 |           |           |           |  |                     |                               | CHI T Barrios Vera CHI A Tabilo | 1                   | 6                   | [7]   |
|                  | CRC R Crespo CRC J Flores          | 6                | 5                | [10]             |  |   |                                    | CRC R Crespo CRC J Flores       | 715              | 6                |                  |  |  |           |                                 |           |           |           |  |                     |                               |                                 |                     |                     |       |
|                  | Bye                                |                  |                  |                  |  | 3 | PER C Huertas del Pino PER G Bueno | 613                             | 2                |                  |                  |  |  |           |                                 |           |           |           |  |                     |                               |                                 |                     |                     |       |
| 3                | PER C Huertas del Pino PER G Bueno |                  |                  |                  |  |   |                                    |                                 |                  |                  |                  |  |  |           | CRC R Crespo CRC J Flores       | 1         | 3         |           |  |                     |                               |                                 |                     |                     |       |
|                  | MEX E Escobedo MEX A Rubio         | 3                | 2                |                  |  |   |                                    |                                 |                  |                  |                  |  |  |           | CHI T Barrios Vera CHI A Tabilo | 6         | 6         |           |  |                     |                               |                                 |                     |                     |       |
|                  | CHI T Barrios Vera CHI A Tabilo    | 6                | 6                |                  |  |   |                                    | CHI T Barrios Vera CHI A Tabilo | 7                | 6                |                  |  |  |           |                                 |           |           |           |  | Disputa pelo bronze | Disputa pelo bronze           | Disputa pelo bronze             | Disputa pelo bronze | Disputa pelo bronze |       |
|                  | Bye                                |                  |                  |                  |  | 2 | COL N Mejía COL N Barrientos       | 61                              | 0                |                  |                  |  |  |           |                                 |           |           |           |  | 4                   | DOM N Hardt DOM R Cid Subervi | 7                               | 4                   | [12]                |       |
| 2                | COL N Mejía COL N Barrientos       |                  |                  |                  |  |   |                                    |                                 |                  |                  |                  |  |  |           |                                 |           |           |           |  |                     |                               | CRC R Crespo CRC J Flores       | 64                  | 6                   | [10]  |